# Hildegard von Krone
Hilde (ヒルダ?, Hirude), il cui nome per esteso è Hildegard von Krone (ヒルデガルド・フォン・クローネ?, Hirudegarudo fon Kurōne), è un personaggio della serie di videogiochi Soulcalibur della Namco. Fa la sua prima apparizione in Soulcalibur IV. Ciò che contraddistingue la sua anima è il dovere.
Principessa del paese di Wolfkrone, in Soulcalibur IV trova il suo regno sotto assedio da Nightmare e i suoi alleati. Con suo padre ormai impazzito, prende il controllo dell'esercito e cerca di risvegliare l'antico "Re Eroe", Algol, affinché riporti la pace nella sua terra. In Soulcalibur: Broken Destiny, il percorso de L'uomo nel mirino gira intorno alla sua ricerca degli ingredienti necessari per curare suo padre, interagendo coi vari personaggi della serie. È l'unico personaggio della serie per cui è possibile "caricare" l'attacco per aumentare il potere dell'offensiva.
Sebbene sia finora apparsa in relativamente pochi capitoli della serie, il personaggio ha guadagnato l'apprezzamento di numerosi siti internet.

## Storia e concezione del personaggio

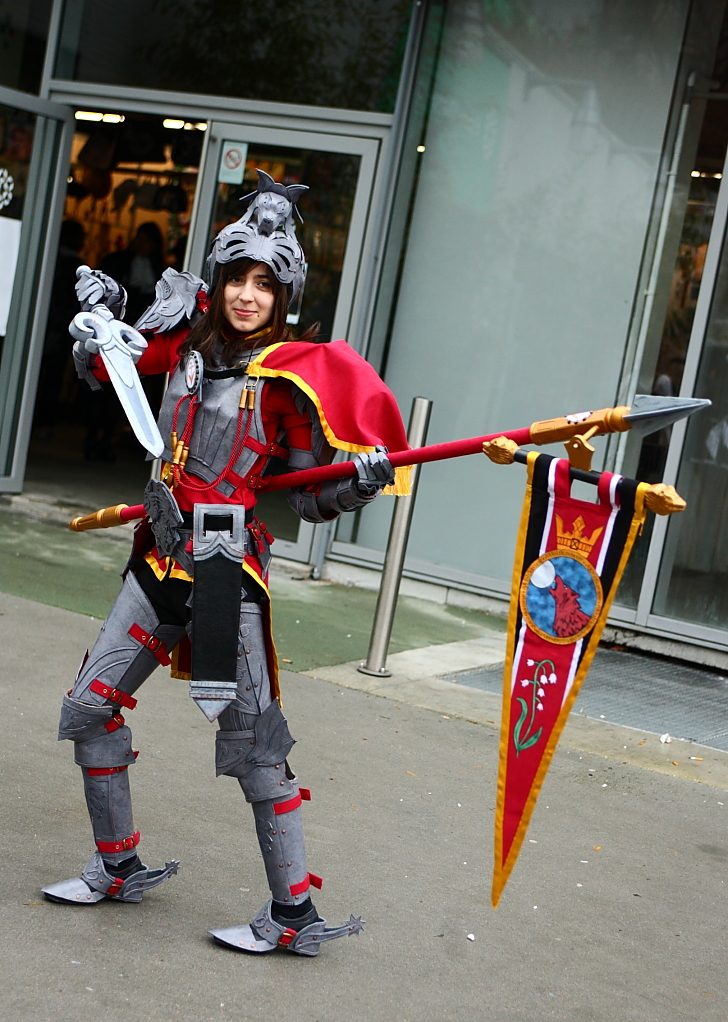
Cosplay di Hilde

L'aspetto di Hilde deriva dal fatto che gli sviluppatori volevano creare un personaggio femminile sexy e allo stesso tempo tutto vestito, e ricoperta dall'armatura. Le sue caratteristiche e la sua personalità furono sviluppate solo dopo aver deciso quali armi avrebbe usato, ossia una spada corta ed una lancia. Una volta armata, hanno fatto ogni sforzo possibile per farla apparire femminile, modellando la sua armatura con una forma sinuosa enfatizzando le curve.
Hilde appare come una donna snella, con capelli lunghi e rossi. Una testa di lupo, il simbolo di famiglia del personaggio, si estende dalla spalliera destra e copre il suo visore dell'elmo, mentre la spalliera sinistra è coperta da tessuto rosso, fissato al centro del suo petto ad un collare con al di sotto una spilla larga. Sotto l'armatura, un manto rosso copre il torso, la cui fine si estende oltre la vita.

### Videogioco
Hildegard è la figlia del re di Wolfkrone, e in seguito alla pazzia del padre, lei si è fatta carico delle proprie responsabilità e ha deciso di proteggere in prima persona la sua gente, capitanando l'esercito in prima linea contro Nightmare. Come ultima chance, Hilde cerca la Spada della Resurrezione, Soul Calibur, per far rivivere l'antico re che portò la pace nel mondo. Nel suo finale, Siegfried Schtauffen le sta davanti e richiede di essere giustiziato per la sua responsabilità nella creazione di Nightmare. Lei invece lo perdona, dicendogli di vivere guardando al futuro anziché al passato.
In Broken Destiny, la trama vede Hilde alleata di Cassandra Alexandra, che cercano gli ingredienti per creare una pozione in grado di curare il re di Wolfkrone. A questo fine esse reclutano anche Dampierre, che le aiuta mentre Hilde viene rapita.

### Giocabilità
Le doppie armi fanno sì che Hilde assomigli a Cervantes de Leon, con la differenza che avendo sia una spada corta che una lancia, a lei è permesso di combattere perfettamente sia dalla breve che dalla lunga distanza. Tuttavia negli attacchi da lontano, Hilde è costretta ad effettuare solo colpi lineari dritto per dritto. Molti dei suoi attacchi possono essere potenziati tenendo premuti i tasti del joypad, un'opzione unica nella serie di Soulcalibur. I suoi attacchi più potenti possono essere innescati con questo metodo e provocano un danno molto consistente all'avversario.

## Armi
Glänzende Nova e Frischer HimmelEdit
Si narra siano state le armi impugnate dal primo re di Wolfkrone. Altre voci affermano che sono armi sacre fatte su misura per uccidere e risvegliare il male. Le armi originali andarono perdute quando il re morì, ma furono create delle repliche che vennero tramandate di generazione in generazione. All'incoronazione di ogni nuovo re, le armi venivano date nelle loro mani, e quando il regno era in crisi queste venivano affidate al cavaliere più valoroso del regno. Tradotte dal tedesco, le armi si chiamano rispettivamente "novità brillante" e "cielo fresco", mentre il suo stile di combattimento è "grande eredità".
- Corsesca & Broadsword
- Scorpion
- Eisonowaki & Kandachi
- Zhang Ba Shemao
- Ga-Derg & Ga-Boi
- Eighteenth Hole
- Fruchtbare Erde & Glänzende Nova
- Lance & Ring Dagger
- Trident & Baselard
- Fake Ashigaru
- The Master
- Lancier & Prepetuity
- Gae Dearg & Moralltach